# Sumner (Illinois)
Sumner è un comune degli Stati Uniti d'America, situato nello Stato dell'Illinois, nella contea di Lawrence.